# Polyorchis karafutoensis
Polyorchis karafutoensis is een hydroïdpoliep uit de familie Polyorchidae. De poliep komt uit het geslacht Polyorchis. Polyorchis karafutoensis werd in 1910 voor het eerst wetenschappelijk beschreven door Kishinouye. 